# Coroza

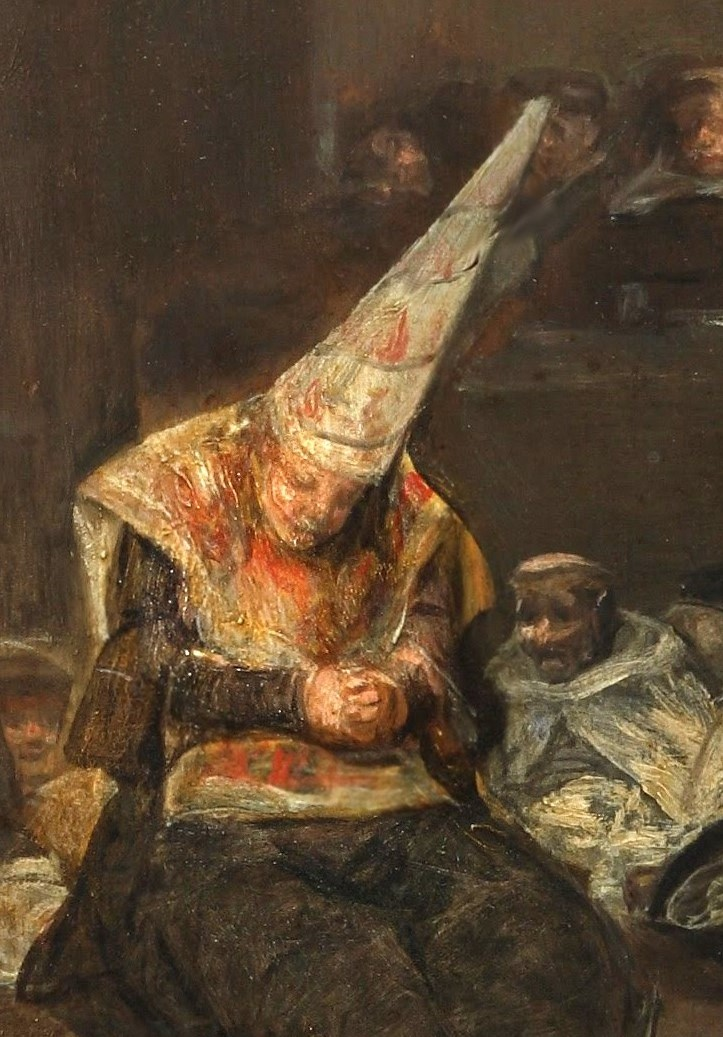
Skazaniec w sambenito i corozie na obrazie Trybunał Inkwizycji (fragment) Francisca Goi

Coroza – wysoka czapka o stożkowatym kształcie, wykonana z malowanego papieru lub kartonu, noszona przez pokutników oraz skazanych przez inkwizycję w Hiszpanii i Portugalii.
Coroza służyła jako uzupełnienie sambenito. Zadaniem obu elementów pokutnego stroju było naznaczenie oskarżonych w auto-da-fé o wykroczenie przeciwko Bogu i jego Kościołowi, przez były symbolem hańby. Coroza, podobnie jak sambenito, różniła się w zależności od przestępstwa i wyroku. Skazani na śmierć nosili czerwoną corozę wraz z czarnym sambenito z namalowanymi płomieniami, a czasem demonami, smokami lub wężami – symbolami piekła. Ci, którzy pojednali się z Kościołem uznając swoją herezję i pokutując, nosili corozę podobną do sambenito – żółtą z namalowanymi dwoma ukośnymi krzyżami lub dwoma krzyżami św. Jakuba z płomieniami skierowanymi w dół, co symbolizowało ich oszczędzenie od spalenia na stosie. Skazani na chłostę mieli na szyi sznur z węzłem, symbolizującym setki batów, które mieli otrzymać.
Nie jest pewne, czy pojednani z Kościołem, którzy byli zmuszeni do noszenia sambenito przez cały czas trwania wyroku na znak ich hańby, musieli również nosić corozę. Po zakończeniu wyroku czapek nie wieszano w kościele parafialnym razem z sambenitos ad perpetuam rei memoriam (na wieczną tej rzeczy pamięć). Inkwizycja uważała, że pamięć o hańbie heretyków powinna być utrwalona, ponadto rzutowała na ich rodziny i potomków.